# 平卧蓼
平卧蓼（学名：Polygonum strindbergii）为蓼科蓼属下的一个种。

## 扩展阅读
- 維基物種上的相關：平卧蓼